# Bythinella hansboetersi
Bythinella hansboetersi is een slakkensoort uit de familie van de Hydrobiidae. De wetenschappelijke naam van de soort is voor het eerst geldig gepubliceerd in 2010 door Glöer & Pešic.